# Союзный герб (геральдика)
Союзный герб — это изображение в геральдике двух гербов, чьи владельцы (отдельные лица, страны, княжества или епископства) связаны союзом или альянсом. В прежние времена, как правило, подразумевался брачный союз, реже личная уния. Позднее появились варианты политических союзов. Первые подобные гербы известны с конца XIII века.

## Общие сведения
Изначально союзный герб относился к супружеским парам представителей высшей знати. Он являлся важным династическим символом брачных уз. При этом не предполагалось обязательного политического союза или общей власти над территориями. Изображение в первую очередь служило престижу владельцев и подчёркивало их особый статус. В таком гербе брачных союзов щит супруга-мужчины находился на геральдическом правом месте (с точки зрения рыцаря-щитоносца), то есть на непосредственном рисунке слева. Соответственно, щит женщины — на другой стороне (справа). Иногда на рисунке щиты изображались слегка наклонёнными друг к другу. В некоторых случая герб супруга рисовали сверху.
Следует отличать союзные гербы от составных. Во втором случае отдельные поля с разными изображениями или символами объединены в общий герб. Как правило, эти изображения чётко разделялись на половины или четверти, а подчас и на большее число самостоятельных рисунков. Иногда в центре такого герба рисовали щит в форме сердца, который и демонстрировал объединение семей или территорий (например, через наследование).

## История
Первые варианты объединения двух самостоятельных гербов появились во времена Крестовых походов. Герб чётко делился на две половины («расщепление» щита). Было создано достаточно много половинчатых фигур. В частности, половина льва, половина орла или половины геральдических фигур. Со временем стали появляться изображения, где герб более высокого ранга или исторически наиболее важный (родовой) размещался в самом центре составного герба. Составные гербы в Испании были объединены таким образом, что щит супруга размещался в центре, а щит жены — вокруг него в упрощённой форме (так называемая кайма).
Наконец появились изображения, когда два щита не объединяли, а рисовали (или вытёсывали из камня для украшения зданий) рядом друг с другом. Более правильным по законам геральдики является изображение, в котором показаны обе верхние части гербов (шлем, корона и т. д.). Но также известны примеры, когда в верхней части оставляли только что-то одно, как правило, изображение предмета более высокого статуса. Но всегда — от герба супруга, даже если он имел более скромный ранг. Например, если граф женился на герцогине.

## Виды союзных гербов

### Герб альянса территории
Один из вариантов — союзный герб, в котором герб правящей династии предшествует гербу территории, на которой он правит. Эта форма также появляется в церковных гербах. Здесь иллюстрируется связь между правителем (например, князем-епископом) и его церковной территорией.

### Герб государственной унии
В редких случаях герб государства мог быть сдвоенным, чтобы подчеркнуть реальную унию двух равных государственных образований. Например, самый известный — герб Австро-Венгрии. Эта империя формировалась продолжительное время больше не в ходе завоеваний, а с помощью многочисленных династических и политических союзов. В итоге возникло уникальное изображение.
Слева и справа размещены два государственных герба — Австрии и Венгрии. Слева — герб Цислейтании (Дом Габсбургов) с двуглавым орлом на щите под короной Рудольфа (Австрийская императорская корона). Справа — Транслейтания (королевство Венгрия). Этот щит состоит из трёх частей: Старая Венгрия, Новая Венгрия (Верхняя Венгрия) и Хорватия. Сверху — корона Святого Стефана (венгерская королевская корона). В самом центре единого изображения находится меньший по размеру, но вынесенный на передний план герб правящего дома Габсбургов-Лотарингских. Он также состоит из нескольких частей (символы исторических владений Габсбургов, Новой и Старой Австрии и Лотарингии), а сверху его венчает отдельная королевская корона.

### Герб Альянса личной унии
После завершения эпохи Позднее Средневековье и вплоть до наступления периода абсолютистского барокко, многие правящие дома Европы консолидировались. Соответственно в приоритете были гербы династий, а не территорий. При этом иногда такой герб мог стать символом страны, объединённой ранее в личную унию в ходе династического брака.

### Брачный (супружеский) герб
Союзные гербы часто встречаются в случаях заключения брака между представителями высшей аристкратии. В этой связи их часто также называют супружескими гербами. Герб супруга всегда по правилам геральдики оказывается визуально слева. Кроме того, сверху остаётся только одна корона — корона дворянского рода мужа.
У принцев, фюрстов или герцогов часто к изображению гербов добавлялись мантия и ленточка с девизом. Кроме того, иногда рисовали (или лепили) изображения щитодержателей. При этом щитоносцы менялись местами. То есть щитодержатель супруга оказывался справа и наоборот. Из правил этикета (разработанным во Франции) геральдические животные на гербах размещались лицом друг к другу, а не спиной к спине.
Несколько отличались традиции геральдики на Иберийском полуострове. В частности, в королевском гербе Португалии старый герб короля страны размещался в центре, а красный внешний рисунок с замками возник после брака Фернанду I (1367—1383) с дворянкой Леонорой Теллеш де Менезеш. Она в свою очередь унаследовала изображения кастильских замков из герба своего отца.
Из-за того, что случалось заключение повторного брака (после смерти супруги вдовец снова женился), сложилась отдельная традиция. Герб мог состоять из трёх щитов. При этом щит супруга размещался посередине, щит первой жены слева, а щит второй жены — справа. Причем гербовый символ мужа обычно должен был «смотреть» в сторону герба первой жены.
Обычно супружеский герб был одинаков для обоих супругов, а дети, рождённые в браке, наследовали только герб своего отца. Однако, если жена имела право наследовать владение супруга или приносила в брак значительные территории (в виде приданого), объединённая форма могла сохраниться как наследуемый семейный герб.

### Герб вдовы
Отдельная практика сложилась для тех случаях, когда правителем земли после смерти супруга становилась его вдова. В таком случае, герб снова становился единым (на общем щите), но его делили особым образом. Его разделяли на две или четыре части. Знаки супруга оказывались слева, а символы жены — справа.
В Англии союзный герб вдов также в разделённом щите получил распространение. В основном среди женщин из королевской семьи.

### Герб города
Городской герб в виде комбинированного изображения встречается довольно редко. Но такие примеры имеются. В частности, герб города Эссен или герб города Бранденбург-на-Хафеле. Разделённый герб города, как, например, герб Крефельда, также встречается очень редко.

### Города-побратимы
В настоящее время изображения союзных гербов нередко можно встретить для городов-побратимов.